# Mapová značka

Mapová značka pro muzeum (OpenStreetMap)

Mapové značky jsou symboly, jimiž jsou v mapě vyznačovány objekty a útvary. Některé mapové značky se používají v různých typech map shodně nebo podobně, a jsou tedy obecně srozumitelné. Jiné mapové značky jsou stanoveny speciálně pro konkrétní typy nebo edice map. Některé značky jsou (tvarem, velikostí nebo barvou) v jisté míře vyobrazením nebo schématem objektu, který označují. Jiné jsou převážně či čistě konvenční (arbitrární) – to znamená, že jejich význam neznalý člověk těžko může odhadnout. Přehled použitých značek a jejich vysvětlení poskytuje mapová legenda.
Výběr a provedení mapových značek závisí na typu a určení mapy: jiné objekty jsou vyznačeny na plánu města, jiné ve vojenských mapách, turistických mapách, automapách a autoatlasech, obecně zeměpisných mapách, politicko-správních mapách nebo mapách pro jiné speciální účely.

## Typy mapových značek

### Bodové
- Kóta – bod s uvedenou nadmořskou výškou, například vrchol, sedlo, nejnižší bod nebo jiný geodeticky významný bod
- Stavba, pokud vzhledem k měřítku není zobrazen přímo tvar stavby s popiskem. Druh použité značky označuje typ a určení stavby.
- Geomorfologický útvar (např. skála, jeskyně atd.) nebo jiný přírodní útvar (např. strom)
- Místo události (např. v dějepisných nebo turistických mapách, propagačních mapách zvoucích na akci apod.)

### Liniové
Mohou být tvořeny čarou určité barvy a síly, případně též pravidelným vzorkem (například přerušováním čáry) nebo opakujícími se symboly uspořádanými liniově.
Šířka čáry obvykle neodpovídá skutečné šířce objektu v terénu, ale stanovenému vzoru mapové značky.
- Dopravní komunikace: dráha, pozemní komunikace (například silnice, stezka)
- Dopravní trasa: turistická značená trasa, cyklistická trasa, trasa linkové dopravy (autobusové, vodní, letecké atd.), historická obchodní cesta atd.
- Vodní tok (řeka, potok) nebo vodní kanál: pokud je zobrazen čarou a ne jako vodní plocha
- Hranice ploch: hranice zástavby, druhu porostu, územně-správního celku, chráněného území, souše nebo vodní plochy atd.
- Rovnoběžky, poledníky nebo mapová síť rozdělující mapu na čtverce či obdélníky
- Vrstevnice, spádnice, popřípadě jiné čáry spojující místa se stejnou hodnotou měřitelné veličiny (izolinie, např. izobary, izotermy atd.) nebo na ně kolmé

### Plošné
Mohou být tvořeny plochou určité barvy a sytosti, případně též pravidelným vzorkem nebo pravidelně rozmístěnými symboly.
- Vodní plocha (moře, jezero, vodní tok atd.) – nejčastěji značeno modrou plochou, přičemž sytější modř může znamenat větší hloubku.
- Zástavba (budova)
- Jiná plošná stavba (např. povrchový lom) nebo geomorfologický útvar
- Les nebo jiný porost (např. step), je-li značeno, tak obvykle zeleně
- Pole nebo jiná zemědělská plocha (plantáž, vinice, chmelnice, pastvina, obora atd.)
- Poušť
- Bažina, močál
- Zaledněná plocha (ledovec), tundra
- Územně-správní celek (např. stát, kraj, okres, obec atd.)
- Chráněné území nebo území s jiným zvláštním režimem (vojenské území, sporné území, rozvojové území atd.)
- Izopásma: barevné vyjádření plochy s hodnotou měřitelné veličiny ve stejném rozmezí: například barevné rozlišení nadmořské výšky (zpravidla hnědě hory, zeleně nížiny), okamžité nebo průměrné roční teploty nebo jiných meteorologických či klimatologických veličin, hustoty osídlení, frekvence určitého typu událostí nebo jevů atd. Místo barevného rozlišení může být použito též rozlišení sytostí barvy, typem nebo hustotou šrafování atd.

### Popisky
Umisťují se k bodovým, liniovým i plošným mapovým značkám, mohou mít podobu textu nebo grafické značky, případně jejich kombinace. Typ, velikost a barva písma mohou nést specifickou informaci o druhu, velikosti nebo významu objektu.